# Drissa Konaté

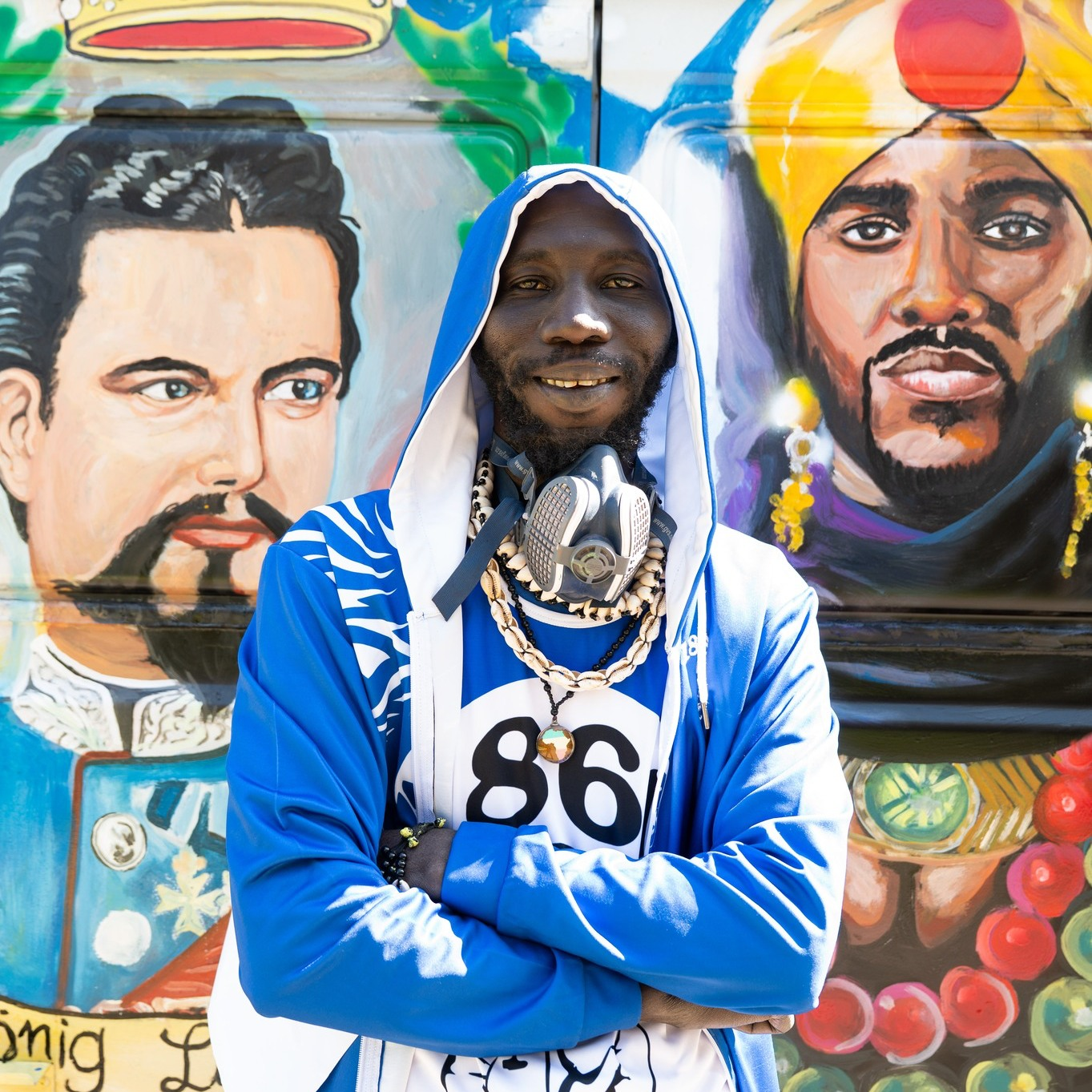
Drissa Konaté bei seiner Kunstaktion in München, 2025. Foto: Nicolai Kästner, Museum Fünf Kontinente

Drissa Konaté (* 1981 in Bamako, Mali), auch bekannt als Drissa Konaté Kono, ist ein Bildhauer und Maler aus Mali, der als einer der bekanntesten und renommiertesten Wand- und Busmaler (Sotrama-Maler) der malischen Hauptstadt Bamako gilt.

## Leben und künstlerisches Werk
Drissa Konaté entdeckte seine Leidenschaft für das Malen bereits in seiner Kindheit. Schon früh begann er, mit einfachen Mitteln wie Kohlestücken zu zeichnen und entwickelte daraus seinen eigenen Stil. Er begann seine professionelle kreative Karriere als Wandmaler für Friseursalons und öffentliche Parks, bevor ihn seine künstlerische Laufbahn  zu den sogenannten Sotramas führte, den bunt bemalten Kleinbussen, die das Rückgrat des öffentlichen Nahverkehrs in Bamako bilden. Seine farbenfrohen und detailreichen Arbeiten sind ein wichtiger Bestandteil des Straßenbilds, des öffentlichen Raums und der urbanen Alltagskultur in Malis Hauptstadt. Konaté nutzt die Kleinbusse wie rollende Leinwände, auf denen gesellschaftliche, religiöse und politische Motive dargestellt und verhandelt werden. Die von Konaté gestalteten Busse tragen Porträts religiöser Führer, Musiker, politische Symbole und persönliche Botschaften, die das kollektive Gedächtnis und die aktuellen Debatten der malischen Gesellschaft widerspiegeln.
Konatés Stil zeichnet sich durch kräftige Farben, detailreiche Motive und eine enge Verbindung zu den Menschen und Geschichten Bamakos aus. Seine Arbeiten sind nicht nur künstlerische Dekoration, sondern auch Kommunikationsmittel und kulturelle Dokumentation. Damit leistet er einen wichtigen Beitrag zur Sichtbarkeit und Wertschätzung der urbanen Kunst Malis.

## Ausstellungen und internationale Anerkennung
Konaté hat mit seiner Kunst weit über Mali hinaus auch international Beachtung gefunden. Im Jahr 2025 war er mit zahlreichen Werken in der Ausstellung „Merci Maman. Straßenfotografie in Mali“ im Museum Fünf Kontinente in München vertreten. Im Rahmen einer Live-Malaktion im Rahmen  dieser Ausstellung im öffentlichen Raum in München präsentierte er seine Arbeitsweise einem internationalen Publikum.